# 캄피넨시 클루비
캄피넨시 클루비(Campinense Clube)는 브라질의 축구단으로 파라이바주의 캄피나그란지를 연고로 한다. 팀의 마스코트는 모자를 쓴 여우이다. 캄페오나투 브라질레이루 세리이 B에서 준우승을 차지한 이력이 있으며, 세리이 A에도 수차례 참가하였다. 구단의 최대 라이벌은 트레지 FC이다.

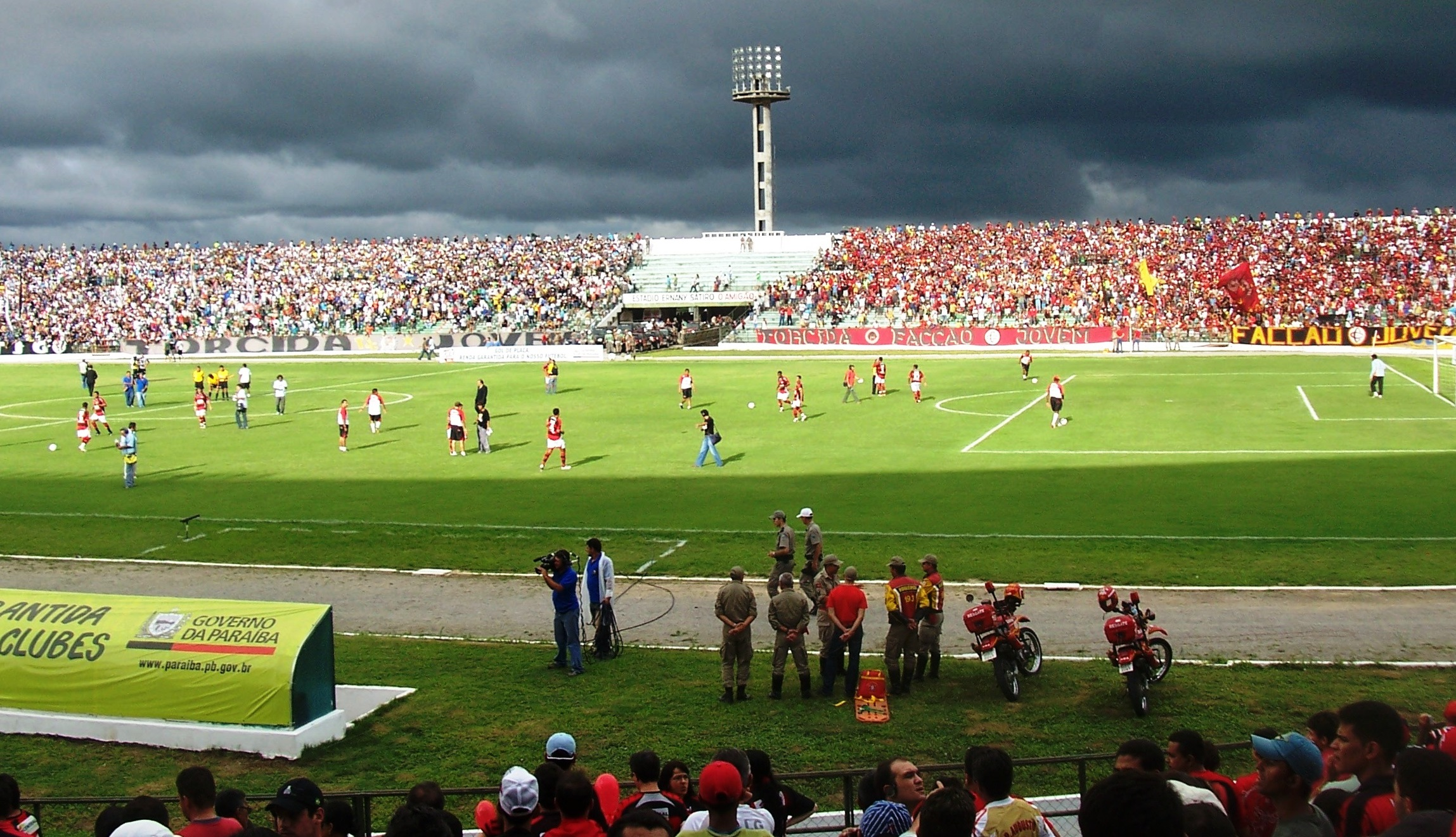
아미강에서 라이벌 트레지와의 경기

## 역사
1915년 4월 12일 캄피넨시는 처음엔 댄싱 클럽으로 창단하였다. 주요 창립자는 일리아스 몬테네그루, 지누 벨루, 안토니우 리마 등 여러 명이었다. 구단 사무국은 콜레지우 캄피넨시에 자리잡았고, 조제 카마라가 초대 회장으로 선출되었다.
1960년 파라이바주 리그인 캄페오나투 파라이바누에서 첫 우승을 차지하였으며, 해당 연도를 포함하여 6년 연속 주 리그 우승을 차지하였다. 1961년 타사 브라지우에 참여하였고, 결승전에 EC 바이아에게 패하였다. 1972년 캄페오나투 브라질레이루 세리이 B에서 삼파이우 코헤아 FC의 뒤를 이어 준우승을 차지하였다. 1975년에는 구단 역사 상 처음으로 브라질 최상위 리그인 캄페오나투 브라질레이루 세리이 A에 참여하였고, 순위는 꼴찌를 기록하며 시즌을 마감하였다. 캄피넨시는 세리이 A에 1978년, 1979년 그리고 1981년에 다시 참여하였다.

## 우승
- 코파 두 노르데스치: 1

2013
- 캄페오나투 파라이바누: 20

1960, 1961, 1962, 1963, 1964, 1965, 1967, 1971, 1972, 1973, 1974, 1979, 1980, 1991, 1993, 2004, 2008, 2012, 2015, 2016

## 역대 감독
| 감독            | 임기 |
| --------------- | ---- |
| 아르제우 푸크스 | 2009 |